# Ammophila tyrannica
Ammophila tyrannica es una especie de avispa del género Ammophila, familia Sphecidae.

## Taxonomía
Fue descrito por primera vez en 1890 por Cameron.